# 최대 최소 정리

닫힌구간 [a, b]에서 연속인 함수 f는 최댓값 f(c)와 최솟값 f(d)를 반드시 갖는다.

미적분학에서 최대 최소 정리(最大最小整理, 영어: extreme value theorem)는 닫힌구간에 정의된 실숫값 연속 함수는 항상 최댓값과 최솟값을 갖는다는 정리이다.

## 정의
최대 최소 정리에 따르면, 정의역이 콤팩트 공간 {\displaystyle X\neq \varnothing }, 공역이 실수선 {\displaystyle \mathbb {R} }인 연속 함수 {\displaystyle f\colon X\to \mathbb {R} }는 유계 함수이며, 최댓값과 최솟값을 갖는다. 즉, 다음이 성립한다.
{\displaystyle \sup _{x\in X}f(x)=\max _{x\in X}f(x)}
{\displaystyle \inf _{x\in X}f(x)=\min _{x\in X}f(x)}
즉, 다음을 만족시키는 {\displaystyle x,y\in X}가 존재한다.
- 임의의 {\displaystyle z\in X}에 대하여, {\displaystyle f(x)\leq f(z)\leq f(y)}

특히, 닫힌구간에 정의된 실숫값 연속 함수 {\displaystyle f\colon [a,b]\to \mathbb {R} }는 유계 함수이며, 최댓값과 최솟값을 갖는다.

## 증명
귀류법을 사용하여, {\displaystyle f\colon X\to \mathbb {R} }가 최댓값을 가지지 않는다고 가정하자. 그렇다면, {\displaystyle f}가 연속 함수이므로, 임의의 {\displaystyle x\in X}에 대하여, 다음 조건을 만족시키는 근방 {\displaystyle U_{x}\ni x}을 취할 수 있다.
{\displaystyle \sup _{y\in U_{x}}f(y)<\sup _{y\in X}f(y)}
그렇다면, {\displaystyle \{U_{x}\}_{x\in X}}는 {\displaystyle X}의 덮개이며, {\displaystyle X}가 콤팩트 공간이므로 유한 부분 덮개 {\displaystyle \{U_{x_{1}},\dots ,U_{x_{n}}\}}를 취할 수 있다. 따라서, 임의의 {\displaystyle x\in X}에 대하여,
{\displaystyle f(x)\leq \max _{1\leq k\leq n}\sup _{y\in U_{x_{k}}}f(y)<\sup _{y\in X}f(y)}
이며, 이는 상한의 정의와 모순이다. 따라서, {\displaystyle f}의 상한은 무한대가 아니며, 또한 {\displaystyle f}는 최댓값을 갖는다.

## 역사
최대 최소 정리는 1830년대에 베르나르트 볼차노가 '함수론'에서 증명했지만, 1930년까지는 출판되지 않았다. 볼차노의 증명은 폐구간에서 연속함수가 유계이면, 최댓값과 최솟값을 갖는다는 것을 보인 것이다. 이 증명은 오늘날 볼차노-바이어슈트라스 정리로 알려져 있다. 1860년에 카를 바이어슈트라스가 그의 증명을 재발견해 냈기 때문이다.